# Amesoeurs
Amesoeurs — французская пост-блэк группа из Баньоль-сюр-Сеза. Группа была сформирована в 2004 году басисткой Одри Сильвен, мультиинструменталистом Стефаном По и гитаристом Фюрси Тейссье (Phest, Les Discrets) с целью создания музыки, отражающей (по утверждению участников группы) «темную сторону индустриальной эры и современной цивилизации».

## История
Вскоре после создания Amesoeurs и последующего за ним концерта Фюрси Тейссье решил покинуть группу. В апреле 2005 года был записан альбом Ruines Humaines. Он был издан в Германии в 2006 году.
В 2007 году к группе присоединился ударник Winterhalter, который играл в Peste Noire с 2006 по 2008 год. Альбом с его участием был выпущен в марте 2009 года под лейблом «Code 666 records». Альбом Amesoeurs был записан в зиму 2008—2009 годов, после чего группа распалась.

## Дискография
- Ruines Humaines — EP (2006)
- Valfunde/Amesoeurs — сплит-альбом (2007)
- Amesoeurs (2009)

## Состав
- Neige — вокал, гитара, бас, ударные, синтезатор
- Фюрси Тейссье[англ.] — гитара, бас
- Одри Сильвен[англ.] — чистый вокал, бас, фортепиано
- Winterhalter — ударные